# Résolution 1337 du Conseil de sécurité des Nations unies
Membres permanents
- Chine
- États-Unis
- France
- Royaume-Uni
- Russie

Membres non permanents
- Bangladesh
- Colombie
- Irlande
- Jamaïque
- Mali
- Maurice
- Norvège
- Singapour
- Tunisie
- Ukraine

Résolution no 1336 Résolution no 1338
La Résolution 1337 du Conseil de sécurité des Nations unies fut adoptée à l'unanimité le 30 janvier 2001. Après avoir réaffirmé toutes les résolutions sur Israël et le Liban, en particulier la résolution 425 (de 1978), la résolution 426 (de 1978), la résolution 501 (de 1982), la résolution 508 (de 1982), la résolution 509 (de 1982), la résolution 520 (de 1982) et la résolution 1310 (de 2000), le Conseil a décidé de proroger le mandat de la Force intérimaire des Nations unies au Liban (FINUL) pour six mois supplémentaires, jusqu'au 31 juillet 2001.
Le Conseil de sécurité a rappelé la conclusion du Secrétaire général Kofi Annan selon laquelle Israël avait retiré ses forces du Liban le 16 juin 2000, conformément à la résolution 425. Il a souligné le caractère temporaire de l'opération de la FINUL.
Le gouvernement libanais a été appelé à créer un environnement calme et à restaurer son autorité dans le sud du Liban et s'est félicité de la mise en place de points de contrôle dans la région. Le Conseil a décidé de ramener l'effectif opérationnel de la FINUL à 4 500 personnes, comme indiqué dans le rapport du Secrétaire général. Israël et le Liban ont été invités à honorer leurs engagements en respectant la ligne de retrait définie par l’ONU.
La résolution condamne tous les actes de violence et les violations de la ligne de retrait.  Le Conseil s'est félicité de la vérification par la FINUL du retrait israélien et de sa contribution aux efforts de déminage. Le Secrétaire général a été prié de poursuivre les consultations avec le gouvernement libanais et d'autres parties concernant l'application de la résolution actuelle. Il a approuvé la décision de reconfigurer la FINUL et les tâches à accomplir par l’Organisme des Nations unies chargé de la surveillance de la trêve (ONUST) et a annoncé un nouvel examen de la situation avant le 31 mai 2001 pour envisager d’autres mesures.
Enfin, la résolution a conclu en soulignant l’importance d’une paix juste et durable au Moyen-Orient sur la base des résolutions pertinentes du Conseil de sécurité, notamment les résolutions 242 (1967) et 338 (1973).